# Carcere di Marassi
La Casa Circondariale di Genova Marassi è una delle carceri situate nel capoluogo ligure.
Ubicato nel quartiere di Marassi in Piazzale Marassi 2 in Val Bisagno nei pressi dello Stadio Luigi Ferraris, il carcere venne costruito a fine '800 e ristrutturato nel 1990.
Il comprensorio accoglie esclusivamente detenuti maschi: al 2005 ospitava circa 670 detenuti la metà dei quali stranieri e il 70% tossicodipendenti.

## Eventi e detenuti famosi
La notte tra il 2 e il 3 dicembre 1944 Siegfried Engel, Comandante Aussenkommando Sicherheitsdienst di Genova, fece prelevare ventidue partigiani dalla sezione IV (prigionieri politici) del carcere e fucilare nei pressi di Portofino in risposta all'uccisione avvenuta nella notte del 30 novembre di ventuno militari e aderenti alla Repubblica Sociale Italiana. La notte tra il 22 e il 23 marzo 1945 lo stesso Engel fece prelevare nuovamente venti detenuti dalla stessa sezione da fucilare come rappresaglia per l'uccisione, a Cravasco, di nove tedeschi in uno scontro con la brigata partigiana Balilla. Il fatto viene così raccontato nel Diario da Marassi del detenuto Gen. Remigio Vigliero:
La giornata è trascorsa in continua apprensione. Durante la notte si era certi che i chiamati fossero stati inviati alla fucilazione; poi una voce ha assicurato che erano stati cambiati con altrettanti prigionieri tedeschi; ma verso sera è confermata la fucilazione, avvenuta per rappresaglia essendo stati uccisi nove tedeschi a Cravasco.»
Nell'aprile 1947 nel carcere fu detenuto per qualche giorno il mafioso Lucky Luciano, che era stato espulso da Cuba in attesa di venire trasferito al carcere dell'Ucciardone di Palermo su un treno speciale scortato da cinque carabinieri. Luciano venne rimesso in libertà già il 14 maggio e si trasferì a Napoli, dove morì nel 1962.
Il serial killer Donato Bilancia fu detenuto inizialmente nel carcere prima di essere trasferito a quello di Chiavari.
Nel maggio 2002 il carcere fu scosso dalla rivolta dei detenuti dovuta al suicidio di un carcerato.
Nel 2011 la quota di detenuti raggiunse le 800 unità a fronte di una capienza massima di 435; nel luglio dello stesso anno venne scoperta all'interno dell'istituto una distilleria clandestina di grappa.

## Teatro dell'Arca
Nel maggio 2016, all'interno del carcere, è stato inaugurato il teatro dell'Arca. Esso rappresenta l'unico teatro europeo costruito all'interno di un carcere e aperto al pubblico. Il teatro è dotato di 200 posti a sedere ed è gestito dall'Onlus "Teatro Necessario".